# Oligomyrmex weyeri
Oligomyrmex weyeri är en myrart som först beskrevs av Vladimir Aphanasjevich Karavaiev 1930.  Oligomyrmex weyeri ingår i släktet Oligomyrmex och familjen myror. Inga underarter finns listade i Catalogue of Life.